# Dinis Dias
Dinis Dias byl v portugalský mořeplavec žijící v 15. století ve službách Jindřicha Mořeplavce, který se plavil podél západního pobřeží Afriky na jih, kde jako první spatřil bohatou vegetaci jižně od Sahary, čímž upevnil odhodlání Jindřicha Mořeplavce k investování dalších výprav do těchto oblastí.
Při plavbě na jih v roce 1444 plul podél afrického pobřeží, minul mys Blanc, dnes je zde hranice mezi Západní Saharou a Mauritánií, pokračoval dále na jih kolem nejzápadnějšího bodu afrického kontinentu Zeleného mysu, nyní je zde město Dakar. Pokračoval dále do míst, které byly ještě neprozkoumány a objevil zde bohatou zeleň, což bylo velké překvapení, protože v Portugalsku převládaly názory o sežehnuté zemi až daleko na jih. Výprava byla v té době velmi úspěšná, protože Dias se soustředil více na zkoumání nových území, než na lov otroků, na které byla zaměřena většina výprav té doby.